# Karl Burk
Karl Burk, ook Johannes Karl Burk (Buchenau, 14 maart 1898 - Fritzlar, 23 september 1963) was een Duitse officier en SS-Brigadeführer en Generalmajor in de Waffen-SS tijdens de Tweede Wereldoorlog. Hij voerde tijdens de eindfase van de Tweede Wereldoorlog het 15. Waffen-Grenadier-Division der SS (lettische Nr. 1) aan.

## Leven
Op 14 maart 1898 werd Karl Burk geboren in Buchenau. Hij was de zoon van een boer Ludwig Burk (geboren 3 augustus 1868) en zijn vrouw Dorothea Burk (geboortenaam Schmitt), (geboren 15 oktober 1868 - 8 juli 1907). Burk verliet de school en ging werken op zijn vaders boerderij, totdat hij op 15 april 1913 dienst nam in het Beiers leger. Hij ging op 15 april 1913 naar de 1./Unteroffiziervorschule (vrije vertaling: 1e compagnie van de onderofficiersschool) in Sigmaringen.

### Eerste Wereldoorlog
Hij vervolgde op 14 februari 1915 zijn tweede opleiding tot onderofficier aan de 2./Unteroffiziervorschule Weißenfels. Deze opleiding duurde tot oktober 1916, waarna Burk geplaatst werd bij het Ersatz Abt/1. Unter-Elsässisches IR NR 132, en hij diende bij dit onderdeel tot november 1916. Hierna werd hij overgeplaatst naar het 1./1. Unter-Elsässisches IR NR 132. In november 1918 werd hij bevorderd tot Wachtmeister (sergeant).

### Interbellum
Na de Eerste Wereldoorlog werd Burk overgenomen in de Reichswehr, en hij werd geplaatst bij het 4./I./Reichswehr Art Rgt Nr 11. Op 27 september 1920 werd Burk overgeplaatst naar het 11. (reit.)/Art Rgt Nr 5, hij diende daar tot 4 februari 1927. Burk trouwde op 12 januari 1922 met Christiane Scheibel. Op 1 november 1925 werd hij bevorderd tot Oberwachtmeister (sergeant der 1e klasse). Hij verliet de Reichswehr op 4 februari 1927. Als burger ging hij studeren, de verschillende bronnen geven twee studierichtingen aan namelijk: landbouw en arbeidsbeheer. Burk studeerde tot februari 1934. Op 1 maart 1933 werd Burk lid van de Schutzstaffel (SS), en een twee maanden later lid van de Nationaalsocialistische Duitse Arbeiderspartij (NSDAP). Hij werd in de SS op 1 maart 1933 als SS-Anwärter ingeschaald. Een andere bron vermeldt: SS-Hauptscharführer. Hij werd als Zugführer (vergelijkbaar met pelotonscommandant) en plaatsvervangend schoolleider in de staf van de SS-sportschool Korbach ingezet. Op 1 juli 1934 werd Burk bevorderd tot SS-Truppführer (sergeant). Een paar maanden later volgde zijn volgende bevordering tot SS-Obertruppführer (sergeant-majoor). Daarna werd Burk op 20 april 1935 tegelijk tot SS-Untersturmführer (tweede luitenant) bevorderd, en als adjudant in de SS-Abschnitt XXX ingezet. Tijdens zijn dienst in de SS-Abschnitt XXX, werd hij op 9 november 1935 bevorderd tot SS-Obersturmführer (eerste luitenant). Hierna volgde zijn overplaatsing naar het SS-Abschnitt XXIV, en werd daar als Stabsführer (stafchef) ingezet.
Voor een korte tijd deed Burk dienst in het 1e bataljon van het Artillerie-Regiment 64  (64e Artillerie regiment) in de Heer. Daar diende hij als Reserve Offizier-Anwärter. Op 13 september 1936 werd hij bevorderd tot SS-Hauptsturmführer (kapitein). Precies een jaar later werd Burk bevorderd tot SS-Sturmbannführer (majoor). Volgend hierop werd hij op 1 februari 1938 benoemd tot commandant van de 70.SS-Standarte. Hij diende tot 9 januari 1939 als commandant, waarna Burk werd overgeplaatst naar de 8.SS-Standarte, en daar het commando voerde tot 1 maart 1941. Op 9 november 1938 werd hij bevorderd tot SS-Obersturmbannführer (luitenant-kolonel). Na zijn bevordering werd hij benoemd tot commandant van het 2e bataljon van de 12.SS-Totenkopfe Standarte. 

### Tweede Wereldoorlog
Na het uitbreken van de Tweede Wereldoorlog werd Burk op 1 maart 1940 bevorderd tot SS-Obersturmbannführer der Reserve (Waffen-SS). Op 27 augustus 1940 volgde zijn benoeming tot Stabsführer van het SS-Oberabschnitt Südost. Na zijn functie als Stabsführer werd Burk bevorderd tot SS-Standartenführer (kolonel). Van 25 maart 1941 tot 15 april 1942 trainde hij met het SS-Artillerie Ersatz Regiment, waarna Burk diende als officier Zur besonderen Verwendung (z.b.V.) (voor speciaal gebruik) in het SS-Panzer-Artillerie-Regiment 5 in de divisie Wiking. Hierna werd hij benoemd tot commandant van het SS-Flakabteilung Ost. Bij deze eenheid werd Burk op 15 november 1942 onderscheiden met het Duitse Kruis in goud. Deze eenheid diende als ondersteuning voor de Heer en de SS als nodig. Burk was ook de eerste Waffen-SS officier die als een korpscommandant van de artillerie bij een eenheid van de Heer diende. Na zijn decoratie werd hij op 6 maart 1942 bevorderd tot SS-Standartenführer der Reserve (W-SS). Hierna volgde zijn benoeming tot commandant van het SS-Flak Ersatz Abteilung. Burks zijn eenheid verdedigde de Duitse dammen in het Ruhrgebied. Hierna was hij van 15 juli 1943 tot 13 februari 1944 als commandant SS-Flak Ausbildungs u. Ersatz Regiment. Op 9 november 1943 werd Burk bevorderd tot SS-Oberführer der Waffen-SS. Na zijn bevordering werd hij overgeplaatst naar de HöSSPF Ost in Krakau. Daar werd hij als Befehlshaber des Grenzschützes (vrije vertaling: Bevelhebber van het Grensbeheer) ingezet. Burk werd benoemd tot commandant van de Ausstellungsstab u. Infanterieführer d. 5. SS-Freiwilligen-Sturmbrigade „Wallonien“ (vrije vertaling: opstellingsstaf en infanterieleider). Op 21 juni 1944 volgde zijn officiële benoeming tot commandant van de 5. SS-Freiwilligen-Sturmbrigade „Wallonien“. Hij zat voor twee weken in reserve. Hierna diende Burk tot 12 februari 1945 als militair liaison van de Waffen-SS van generaal Andrej Vlasov. Hierna volgde hij Adolf Ax als commandant van de 15. Waffen-Grenadier-Division der SS (lettische Nr. 1) op, en leidde deze eenheid tot 2 mei 1945. Op 20 april 1945 werd Burk bevorderd tot SS-Brigadeführer en Generalmajor in de Waffen-SS (brigadegeneraal). Hij werd krijgsgevangen gemaakt door het Amerikaanse leger.

## Na de oorlog
Over het verdere verloop van zijn leven is niets bekend. Op 23 september 1963 overleed hij in Fritzlar.

## Carrière
Burk bekleedde verschillende rangen in zowel de Allgemeine-SS als Waffen-SS. De volgende tabel laat zien dat de bevorderingen niet synchroon liepen.
| Datum                                   | Beiers leger | Reichsheer       | Allgemeine-SS          | Heer                      | Waffen-SS                                 |
| --------------------------------------- | ------------ | ---------------- | ---------------------- | ------------------------- | ----------------------------------------- |
| 15 april 1913                           | Soldat       | —                | —                      | —                         | —                                         |
| November 1918                           | Wachtmeister | —                | —                      | —                         | —                                         |
| 1 november 1925                         | —            | Oberwachtmeister | —                      | —                         | —                                         |
| 1/14 maart 1933                         | —            | —                | SS-Anwärter            | —                         | —                                         |
| 1 maart 1933                            | —            | —                | SS-Hauptscharführer    | —                         | —                                         |
| 2 juli 1933                             | —            | —                | SS-Mann                | —                         | —                                         |
| 16 november 1933                        | —            | —                | SS-Sturmmann           | —                         | —                                         |
| 25 november 1933                        | —            | —                | SS-Rottenführer        | —                         | —                                         |
| 20 januari 1934                         | —            | —                | SS-Scharführer         | —                         | —                                         |
| 1 juli 1934                             | —            | —                | SS-Truppführer         | —                         | —                                         |
| 9 november 1934                         | —            | —                | SS-Obertruppführer     | —                         | —                                         |
| 20 april 1935                           | —            | —                | SS-Untersturmführer    | —                         | —                                         |
| 9 november 1935                         | —            | —                | SS-Obersturmführer     | —                         | —                                         |
| Augustus 1936                           | —            | —                | —                      | Reserve Offizier-Anwärter | —                                         |
| 13 september 1936                       | —            | —                | SS-Hauptsturmführer    | —                         | —                                         |
| 12 september 1937                       | —            | —                | SS-Sturmbannführer     | —                         | —                                         |
| 9 november 1938                         | —            | —                | SS-Obersturmbannführer | —                         | —                                         |
| 1 maart 1940                            | —            | —                | —                      | —                         | SS-Obersturmbannführer der Reserve (W-SS) |
| 9 november 1940                         | —            | —                | SS-Standartenführer    | —                         | —                                         |
| 6 maart 1942 (met RDA van 1 maart 1942) | —            | —                | —                      | —                         | SS-Standartenführer der Reserve (W-SS)    |
| 15 juli 1943                            | —            | —                | —                      | —                         | SS-Standartenführer der Waffen-SS         |
| 9 november 1943                         | —            | —                | —                      | —                         | SS-Oberführer der Waffen-SS               |
| 20 april 1945                           | —            | —                | SS-Brigadeführer       | —                         | Generalmajor in de Waffen-SS              |

## Lidmaatschapsnummers
- NSDAP-nr.: 1 848 222[18] (lid geworden 7 mei 1933[2][4])
- SS-nr.: 68 910[18] (lid geworden 1 maart 1933[2][4])

## Onderscheidingen
Selectie:
- Duitse Kruis in goud op 15 november 1942 als SS-Standartenführer en Commandant van de SS-Flak-Abteilung "Ost" / 2. SS-Infanterie-Brigade (mot) / XXXVIII.Armeekorps[2][18][19][3]
- IJzeren Kruis 1914, 1e Klasse[2][4][3] en 2e Klasse[2][4][3]
- Herhalingsgesp bij IJzeren Kruis 1939, 1e Klasse[18] (8 december 1941[2][3]) en 2e Klasse[18] (30 oktober 1941[2][3])
- Kruis voor Oorlogsverdienste, 1e Klasse[15] (20 april 1943[2][3]) en 2e Klasse[18][15] (30 januari 1941[2][3]) met Zwaarden
- Erekruis voor Frontstrijders in de Wereldoorlog[17][2][18]
- Luchtafweerinsigne van het Leger[2][15]
- Dienstonderscheiding van Leger en Marine (18 dienstjaren)[2]
- Julleuchter der SS op 16 december 1936[2][3]
- Gewondeninsigne 1939 in zwart[18]

## Afkortingen
- mit der Wahrnehmung der Geschäfte beauftragt (m.d.W.d.G.b.) - vrije vertaling: met de waarneming van de functie belast
- mit der Führung beauftragt (m. d. F. b.) - vrije vertaling: met het leiderschap belast